# Yakeshi
Yakeshi léase:Yaké-Shí (en chino:牙克石市, en pinyin: Yákèshì; en mongol:  Ягши хот) antes conocida como Bandera Xiguitu (喜桂图旗) es una ciudad-condado bajo la administración directa de la ciudad-prefectura de Hulun Buir en la Región Autónoma de Mongolia Interior, República Popular China. La ciudad yace al norte de los montes Gran Khingan a una altura que va desde los 900 a 1300 m s. n. m. y es bañada por el río Argún.  Con una superficie de 27 590 kilómetros cuadrados, es la sexta ciudad más grande a nivel de condado en China con una población de 352 200 habitantes y 24 grupos étnicos.

## Clima
La ciudad de Yakeshi está lejos del mar, y la mayoría de las áreas pertenecen a la zona templada y fría continental. La temperatura promedio de la ciudad de Yakeshi es de -4 °C a 4 °C , con una gran diferencia de temperatura entre el día y la noche. Las horas promedio anuales de sol son de 2378 a 2720 horas. En primavera la ciudad es árida y ventosa.En verano, la temperatura es fría y la precipitación es abundante. En el otoño, la temperatura disminuye bruscamente y forma escarchas de nieve. El invierno es largo y frío, y la temperatura mínima extrema en el norte es -46.5 °C. La precipitación anual en la ciudad de Yakeshi es en invierno y otoño. La precipitación promedio es de 388.7-477.9 mm. En primavera y otoño los vientos soplan desde el oeste, en el verano desde el este y en invierno son principalmente del suroeste, la velocidad media anual del viento es de 2.9 m / s. La primera es helada y generalmente se produce a principios de septiembre. La ciudad de Yakeshi en sus puntos más altos puede alcanzar los -50 °C, y es conocida como "la región más fría de China". 
| Parámetros climáticos promedio de Yakeshi 1971－2000） | Parámetros climáticos promedio de Yakeshi 1971－2000） | Parámetros climáticos promedio de Yakeshi 1971－2000） | Parámetros climáticos promedio de Yakeshi 1971－2000） | Parámetros climáticos promedio de Yakeshi 1971－2000） | Parámetros climáticos promedio de Yakeshi 1971－2000） | Parámetros climáticos promedio de Yakeshi 1971－2000） | Parámetros climáticos promedio de Yakeshi 1971－2000） | Parámetros climáticos promedio de Yakeshi 1971－2000） | Parámetros climáticos promedio de Yakeshi 1971－2000） | Parámetros climáticos promedio de Yakeshi 1971－2000） | Parámetros climáticos promedio de Yakeshi 1971－2000） | Parámetros climáticos promedio de Yakeshi 1971－2000） | Parámetros climáticos promedio de Yakeshi 1971－2000） |
| Mes                                                    | Ene.                                                   | Feb.                                                   | Mar.                                                   | Abr.                                                   | May.                                                   | Jun.                                                   | Jul.                                                   | Ago.                                                   | Sep.                                                   | Oct.                                                   | Nov.                                                   | Dic.                                                   | Anual                                                  |
| ------------------------------------------------------ | ------------------------------------------------------ | ------------------------------------------------------ | ------------------------------------------------------ | ------------------------------------------------------ | ------------------------------------------------------ | ------------------------------------------------------ | ------------------------------------------------------ | ------------------------------------------------------ | ------------------------------------------------------ | ------------------------------------------------------ | ------------------------------------------------------ | ------------------------------------------------------ | ------------------------------------------------------ |
| Temp. máx. media (°C)                                  | −15.5                                                  | −10.7                                                  | −2.4                                                   | 8.3                                                    | 17.4                                                   | 22.2                                                   | 23.8                                                   | 22.0                                                   | 16.4                                                   | 7.0                                                    | −5.1                                                   | −13.3                                                  | 5.8                                                    |
| Temp. media (°C)                                       | −20.5                                                  | −16.8                                                  | −8.9                                                   | 1.7                                                    | 10.0                                                   | 15.2                                                   | 17.9                                                   | 15.6                                                   | 9.0                                                    | 0.2                                                    | −10.6                                                  | −18.0                                                  | -0.4                                                   |
| Temp. mín. media (°C)                                  | −24.4                                                  | −21.6                                                  | −14.9                                                  | −4.9                                                   | 2.0                                                    | 7.9                                                    | 12.0                                                   | 9.8                                                    | 2.7                                                    | −5.5                                                   | −15.2                                                  | −21.9                                                  | -6.2                                                   |
| Precipitación total (mm)                               | 1.5                                                    | 2.1                                                    | 4.8                                                    | 14.0                                                   | 27.8                                                   | 90.3                                                   | 153.5                                                  | 112.5                                                  | 57.1                                                   | 17.0                                                   | 5.5                                                    | 3.4                                                    | 489.5                                                  |
| Días de precipitaciones (≥ 1 mm)                       | 3.5                                                    | 3.7                                                    | 5.1                                                    | 7.0                                                    | 8.9                                                    | 16.1                                                   | 18.1                                                   | 15.5                                                   | 11.6                                                   | 6.3                                                    | 5.6                                                    | 5.7                                                    | 107.1                                                  |
| Horas de sol                                           | 197.5                                                  | 219.4                                                  | 271.3                                                  | 252.3                                                  | 279.5                                                  | 250.0                                                  | 228.8                                                  | 228.8                                                  | 219.1                                                  | 215.8                                                  | 185.1                                                  | 172.7                                                  | 2720.3                                                 |
| Humedad relativa (%)                                   | 67                                                     | 64                                                     | 56                                                     | 49                                                     | 46                                                     | 68                                                     | 79                                                     | 80                                                     | 70                                                     | 58                                                     | 65                                                     | 69                                                     | 64.3                                                   |
| Fuente: 中国气象局 国家气象信息中心 2012年12月12日     |                                                        |                                                        |                                                        |                                                        |                                                        |                                                        |                                                        |                                                        |                                                        |                                                        |                                                        |                                                        |                                                        |

## Economía
Yakeshi en manchú significa "Fortaleza", y es el centro político, económico, cultural y médico en Mongolia Interior, formando un nodo de transporte entre HUlun Buir y Daxing'anling. La economía de la ciudad se basa en la industria forestal, los productos de madera, la medicina tradicional china, el oro, el carbón, el hierro, el cobre, el trigo, la colza, la cría de ovejas y las industrias lácteas.